# Cantó de Champanha Molton
El cantó de Champanha Molton és un cantó francès del departament del Charente, situat al districte de Confolent. Té 8 municipis i el cap és Champanha Molton.

## Municipis
- Alloue
- Benais
- Le Bouchage
- Champanha Molton
- Chapciec
- Sent Constanç
- Turgont
- Le Vieux-Cérier

## Història
| Data d'elecció                           | Identitat        | Partit          | Qualitat |
| ---------------------------------------- | ---------------- | --------------- | -------- |
| 1945-1951                                | M. Lavaud        | PCF             |          |
| 1951-1970                                | M. Lévêque       | RGR             |          |
| 1970-1994                                | Jack Jouaron     | RI, després RPR |          |
| 1994-                                    | Gérard Desouhant | Divers gauche   |          |
| les dades anteriors no són pas conegudes |                  |                 |          |
|                                          |                  |                 |          |